# フリアン・アルバレス
フリアン・アルバレス（Julián Álvarez, 2000年1月31日 - ）は、アルゼンチン・コルドバ州カルチン出身のサッカー選手。アトレティコ・マドリード所属。アルゼンチン代表。ポジションはMF、FW。

## クラブ経歴
幼少期からその才能によりアルゼンチン国内でも高い評価をされており、11歳の時には渡西してレアル・マドリードのセレクションを受けた。トーナメントの優勝に貢献したことでクラブも入団の意向を固めたが、当時の年齢制限に引っかかたため入団できなかった。

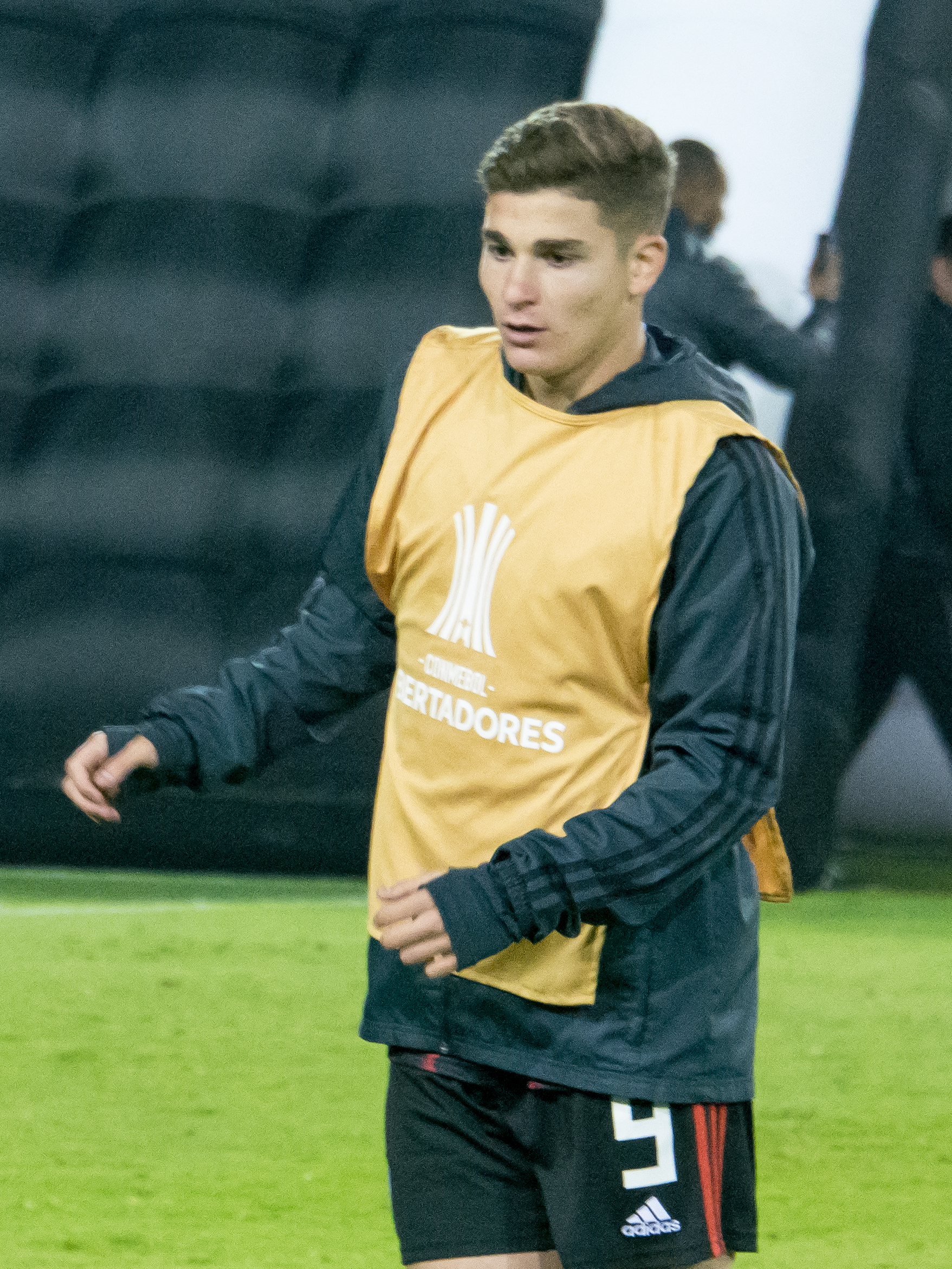
リーベル・プレートでのアルバレス（2019年4月）

2018年にCAリーベル・プレートのトップチームに昇格。10月27日のCAアルドシビ戦でプロデビュー。ボカ・ジュニアーズとのライバル対決で大混乱となったコパ・リベルタドーレス2018の決勝戦では、第2戦で延長前半から途中出場し、優勝を経験。FIFAクラブワールドカップ2018にも出場し、3位入賞。2019年3月17日のCAインデペンディエンテ戦でプロ初ゴールを記録。同年は国内カップ戦コパ・アルヘンティーナ優勝も経験した。
2022年1月31日、マンチェスター・シティFCと5年半の契約を締結し、移籍した。2022年7月まではレンタル移籍の形でリーベル・プレートに残留する。
2022年8月31日、ノッティンガム・フォレストFC戦で移籍後初の先発出場を果たすと、プレミアリーグ初ゴールを含む2ゴールを挙げて勝利に貢献した。2022-23シーズンは、公式戦49試合に出場し、17得点5アシストを記録した。移籍2年目となった2023-24シーズンは、アーリング・ハーランドの負傷離脱もあって先発出場の機会が増加し、公式戦54試合で19得点13アシストを記録した。
2024年8月12日、アトレティコ・マドリードに移籍した。契約期間は2030年6月30日までの6年間。

## 代表経歴

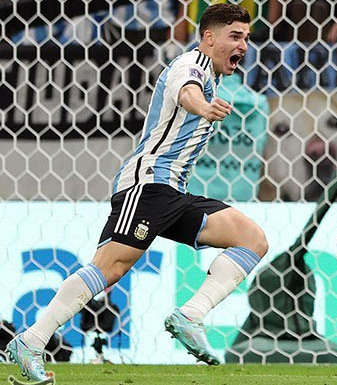
アルゼンチン代表でのアルバレス（2022 FIFAワールドカップ）

2018年、2018 FIFAワールドカップを戦うアルゼンチン代表の練習試合にU-20アルゼンチン代表として招集された。同年12月には準優勝に終わった2019 南米ユース選手権に出場し、9試合に出場して1ゴールを挙げた。翌年5月には2019 FIFA U-20ワールドカップに出場するため、ポーランドへと渡ったたが、自身もピッチに立ったベスト16にてU-20マリ代表にPK戦の末敗退した。大会から4ヶ月後の9月にはU-23アルゼンチン代表に初招集され、CONMEBOLプレオリンピック大会への登録メンバーに選出。同大会で7試合に出場して1ゴールを記録し、東京オリンピック出場権を獲得した。
2021年6月3日、2022 FIFAワールドカップ・南米予選のチリ代表戦でアルゼンチンA代表初出場。
2022年11月、ワールドカップカタール大会のメンバーに選出され、グループリーグ最終節のポーランド戦で1ゴールを挙げ、決勝トーナメント1回戦、オーストラリア戦では相手GKマシュー・ライアンのミスを突いて1ゴールを挙げてベスト8入りに貢献した。準決勝のクロアチア戦では、前半にペナルティーエリア内での相手GKとの接触によってPKを獲得。これをメッシが沈めて先制すると、その数分後に自陣から約50メートルの距離を独走でドリブルし、そのままゴールへと押し込んで追加点を決めた。さらに後半には、メッシが右サイドからドリブル突破してあげられたクロスを冷静に流し込んで3点目を決めた。この試合では計2ゴールを挙げ、アルゼンチンの決勝進出に大きく貢献した。

## プライベート
アルバレスは、アルゼンチン・カルチン出身で、父グスタボ（穀物加工業勤務）と母マリアナ（幼稚園教員）、兄ラファエルおよび弟アグとともに家族一丸で育った。幼少期は兄弟と家の前の道でボールを蹴り続け、「壁のペンキが剥がれるとか、テレビが壊れるほど」サッカーに夢中であったという。同時に、そのドリブル技術が目立ちすぎて「クモみたいだ」とあだ名がつき、“La Araña”（ザ・スパイダー）と呼ばれるようになった。プロ転向後も故郷との絆を重視しており、家族は現在マンチェスターにも同行しており、兄弟2人は地元クラブでプレーしている。オフには家族や友人と過ごす時間を大切にしており、マンチェスターの生活に溶け込みながら家庭との絆を維持していると語っている。また、初代指導者への感謝を示すために、プロ契約後に最初のコーチにバンを贈ったエピソードも知られている。これは彼の誠実さと恩義の深さを物語るエピソードとして広く伝えられている。

## 個人成績

### クラブ
2023-24シーズン終了時点
| クラブ                 | シーズン | リーグ                   | リーグ | リーグ | 国内カップ | 国内カップ | リーグカップ | リーグカップ | 国際大会 | 国際大会 | その他 | その他 | 通算 | 通算 |
| クラブ                 | シーズン | ディヴィジョン           | 出場   | 得点   | 出場       | 得点       | 出場         | 得点         | 出場     | 得点     | 出場   | 得点   | 出場 | 得点 |
| ---------------------- | -------- | ------------------------ | ------ | ------ | ---------- | ---------- | ------------ | ------------ | -------- | -------- | ------ | ------ | ---- | ---- |
| リーベル・プレート     | 2018-19  | プリメーラ・ディビシオン | 5      | 1      | 1          | 0          | 0            | 0            | 1        | 0        | 1      | 0      | 8    | 1    |
| リーベル・プレート     | 2019-20  | プリメーラ・ディビシオン | 7      | 0      | 3          | 1          | 2            | 0            | 5        | 1        | 0      | 0      | 17   | 2    |
| リーベル・プレート     | 2020-21  | プリメーラ・ディビシオン | 10     | 2      | 3          | 1          | 1            | 1            | 11       | 5        | 0      | 0      | 25   | 9    |
| リーベル・プレート     | 2021     | プリメーラ・ディビシオン | 35     | 20     | 0          | 0          | 0            | 0            | 10       | 2        | 0      | 0      | 45   | 22   |
| リーベル・プレート     | 2022     | プリメーラ・ディビシオン | 17     | 11     | 1          | 1          | 0            | 0            | 8        | 6        | 3      | 1      | 29   | 19   |
| リーベル・プレート     | 通算     | 通算                     | 74     | 34     | 8          | 3          | 3            | 1            | 35       | 14       | 4      | 1      | 124  | 53   |
| マンチェスター・シティ | 2022-23  | プレミアリーグ           | 31     | 9      | 2          | 1          | 5            | 3            | 10       | 3        | 3      | 1      | 51   | 17   |
| マンチェスター・シティ | 2023-24  | プレミアリーグ           | 36     | 11     | 6          | 1          | 1            | 0            | 7        | 5        | 4      | 2      | 54   | 19   |
| マンチェスター・シティ | 通算     | 通算                     | 67     | 20     | 11         | 4          | 3            | 1            | 17       | 8        | 5      | 3      | 103  | 36   |
| 総通算                 | 総通算   | 総通算                   | 141    | 54     | 19         | 7          | 6            | 2            | 52       | 22       | 7      | 5      | 225  | 90   |

### 代表
試合数
2024年3月26日現在
- 国際Aマッチ 29試合 7得点（2021年 - ）

| アルゼンチン代表 | 国際Aマッチ | 国際Aマッチ |
| 年               | 出場        | 得点        |
| ---------------- | ----------- | ----------- |
| 2021             | 5           | 0           |
| 2022             | 14          | 7           |
| 2023             | 9           | 0           |
| 2024             | 1           | 0           |
| 通算             | 29          | 7           |

得点
| #  | 開催日         | 開催地                                                           | 対戦国           | スコア | 結果 | 大会                              |
| -- | -------------- | ---------------------------------------------------------------- | ---------------- | ------ | ---- | --------------------------------- |
| 1. | 2022年3月29日  | グアヤキル、エスタディオ・モヌメンタル・イシドロ・ロメロ・カルボ | エクアドル       | 1-0    | 1-1  | 2022 FIFAワールドカップ・南米予選 |
| 2. | 2022年9月27日  | ハリソン、レッドブル・アリーナ                                   | ジャマイカ       | 1-0    | 3-0  | 親善試合                          |
| 3. | 2022年11月16日 | アブダビ、ザイード・スポーツシティ・スタジアム                   | アラブ首長国連邦 | 1-0    | 5-0  | 親善試合                          |
| 4. | 2022年11月30日 | ドーハ、スタジアム974                                            | ポーランド       | 2-0    | 2-0  | 2022 FIFAワールドカップ           |
| 5. | 2022年12月3日  | ライヤーン、アフメド・ビン＝アリー・スタジアム                   | オーストラリア   | 2-0    | 2-1  | 2022 FIFAワールドカップ           |
| 6. | 2022年12月13日 | ルサイル、ルサイル・アイコニック・スタジアム                     | クロアチア       | 2-0    | 3-0  | 2022 FIFAワールドカップ           |
| 7. | 2022年12月13日 | ルサイル、ルサイル・アイコニック・スタジアム                     | クロアチア       | 3-0    | 3-0  | 2022 FIFAワールドカップ           |

## タイトル

### クラブ
リーベル・プレート
- コパ・リベルタドーレス: 2018
- コパ・アルヘンティーナ: 2018-19
- レコパ・スダメリカーナ: 2019
- スーペルコパ・アルヘンティーナ: 2019
- プリメーラ・ディビシオン: 2021

マンチェスター・シティ
- プレミアリーグ: 2022-23, 2023-24
- FAカップ: 2022-23
- UEFAチャンピオンズリーグ: 2022-23
- UEFAスーパーカップ: 2023
- FIFAクラブワールドカップ: 2023

### 代表
U-23アルゼンチン代表
- CONMEBOLプレオリンピック大会: 2020

アルゼンチン代表
- コパ・アメリカ: 2021, 2024
- アルテミオ・フランキ・トロフィー: 2022
- FIFAワールドカップ: 2022

### 個人
- アルゼンチン・プリメーラ・ディビシオン得点王: 2021
- 南米年間最優秀選手賞: 2021
- 南米年間ベストイレブン: 2021